# کلمبیا پارک (مینیاپولیس)
کلمبیا پارک (به انگلیسی: Columbia Park) یک منطقهٔ مسکونی در ایالات متحده آمریکا است که در مینیاپولیس واقع شده‌است. کلمبیا پارک ۱٬۵۶۳ نفر جمعیت دارد.